# Chris Millar
Chris Millar, né le 30 mars 1983 à Glasgow, est un footballeur écossais qui évolue au poste de milieu de terrain au East Kilbride FC.

## Biographie
Chris Millar joue avec le club de Greenock Morton de 2003 à 2008.
Le 1er juillet 2008, il rejoint l'équipe de St Johnstone. Avec St Johnstone, il dispute plus de 200 matchs en première division écossaise. Il participe également à la Ligue Europa (huit matchs).

## Palmarès
- Vainqueur de la Coupe d'Écosse en 2014 avec St Johnstone
- Champion d'Écosse de D2 en 2009 avec St Johnstone
- Champion d'Écosse de D3 en 2007 avec Greenock Morton